# Cyclophora poraria
Cyclophora poraria är en fjärilsart som beskrevs av  1825. Cyclophora poraria ingår i släktet Cyclophora och familjen mätare. Inga underarter finns listade i Catalogue of Life.